# Wspólnota Węgla Kamiennego
Wspólnota Węgla Kamiennego – centralna jednostka organizacyjna istniejąca w latach 1987–1990, której celem było zapewnienie prawidłowego i efektywnego ekonomicznie wykorzystywania zasobów węgla kamiennego oraz zaspokajanie potrzeb gospodarki narodowej i ludności na węgiel.

## Powołanie Wspólnoty
Na podstawie ustawy z 1987 r. o utworzeniu Wspólnoty Węgla Kamiennego ustanowiono Wspólnotę.

## Przedmiot działania Wspólnoty
Przedmiotem działania Wspólnoty była:
- wydobycie węgla kamiennego,
- prowadzenie obrotu węglem kamiennym,
- budowa i rozbudowa kopalń węgla kamiennego,
- zaspokajanie transportowych potrzeb uczestników Wspólnoty,
- zaopatrzenie materiałowo-techniczne uczestników Wspólnoty,
- produkcja materiałów podsadzkowych,
- ochrona środowiska przed ujemnymi skutkami działalności uczestników Wspólnoty,
- prowadzenie prac naukowo-badawczych i wdrożeniowych.

Wspólnota posiadała osobowość prawną.

## Zadania Wspólnoty
Do zadań Wspólnoty należało w szczególności:
- ustalanie wieloletnich i rocznych planów Wspólnoty, uwzględniających potrzeby gospodarki narodowej i ludności określone w planach społeczno-gospodarczych,
- uzgadnianie z uczestnikami Wspólnoty ich planów oraz ustalanie wieloletnich i rocznych zadań w zakresie produkcji węgla dla każdego przedsiębiorstwa w celu zapewnienia realizacji zadań Wspólnoty,
- programowanie i organizowanie badań geologicznych na rzecz rozpoznania zasobów węgla i programowania inwestycji,
- programowanie i organizowanie przedsięwzięć inwestycyjnych w zakresie budowy i rozbudowy zakładów górniczych oraz zakładów towarzyszących i infrastruktury, niezbędnych do realizacji planów,
- programowanie i organizowanie wdrażania postępu naukowo-technicznego służącego realizacji zadań Wspólnoty, zwłaszcza w dziedzinie eksploatacji złóż węgla oraz poprawy jakości węgla i bezpieczeństwa pracy,
- działanie na rzecz zapewnienia rozwoju i efektywnego wykorzystywania zdolności produkcyjnych uczestników Wspólnoty,
- nadzór nad organizacją i prowadzeniem ratownictwa górniczego,
- działanie na rzecz ochrony środowiska naturalnego,
- sporządzanie bilansów węgla oraz koordynacja działalności uczestników Wspólnoty w zakresie zapewnienia dostaw węgla na potrzeby kraju i na eksport,
- programowanie potrzeb w zakresie produkcji maszyn i urządzeń górniczych,
- racjonalne gospodarowanie środkami będącymi w dyspozycji Wspólnoty,
- gromadzenie i gospodarowanie scentralizowanymi funduszami Wspólnoty,
- prowadzenie rozliczeń finansowych z budżetem państwa z tytułu dotacji budżetowych i podatku dochodowego,
- podejmowanie niezbędnych działań na rzecz poprawy stanu bezpieczeństwa oraz warunków socjalno-bytowych załóg uczestników Wspólnoty,
- organizowanie szkolnictwa zawodowego na potrzeby uczestników Wspólnoty.

## Organy Wspólnoty
Organami Wspólnoty były rada nadzorcza oraz dyrektor generalny Wspólnoty.
Do zadań rady nadzorczej należało w szczególności:
- kontrola realizacji ustawowych celów i zadań Wspólnoty, z uwzględnieniem efektywności ekonomicznej i potrzeb rozwojowych,
- uchwalanie planów Wspólnoty,
- przyjmowanie projektów bilansów węgla,
- dokonywanie, na wniosek dyrektora generalnego, podziału środków będących w dyspozycji Wspólnoty i ustalanie kierunków ich wykorzystania,
- określanie zasad ustalania cen wewnętrznych węgla,
- ustalanie kierunków inwestowania na okresy pięcioletnie i dłuższe, z uwzględnieniem prognoz zapotrzebowania na węgiel,
- wyrażanie zgody na utworzenie spółki przez Wspólnotę oraz na zawarcie wieloletnich umów o współpracy z innymi podmiotami gospodarczymi,
- zatwierdzanie programów Wspólnoty w zakresie postępu technicznego, bezpieczeństwa pracy i ochrony środowiska,
- dokonywanie corocznej oceny działalności Wspólnoty i dyrektora generalnego Wspólnoty oraz zatwierdzanie zbiorczego bilansu finansowego Wspólnoty,
- przedstawianie właściwym organom administracji państwowej propozycji dotyczących kształtowania ekonomicznych warunków funkcjonowania górnictwa węglowego oraz racjonalizacji zużycia węgla,
- rozpatrywanie innych spraw określonych w niniejszej ustawie, w odrębnych przepisach, a także przedstawionych przez dyrektora generalnego Wspólnoty.

## Skład rady nadzorczej
W skład rady nadzorczej wchodziło:
- dwunastu przedstawicieli załóg uczestników Wspólnoty,
- czterech przedstawicieli Ministra Przemysłu,
- po jednym przedstawicielu: Komisji Planowania przy Radzie Ministrów, Komitetu do Spraw Nauki i Postępu Technicznego przy Radzie Ministrów, Minister: Finansów, Minister Rynku Wewnętrznego i Minister Współpracy Gospodarczej z Zagranicą oraz banku finansującego Wspólnotę,
- trzech przedstawicieli głównych odbiorców węgla kamiennego, określonych przez Ministra Przemysłu.

Rada nadzorcza liczyła 25 członków.

## Prezes rady nadzorczej
Prezesa rady nadzorczej oraz wiceprezesa powoływał i odwoływał Minister Przemysłu spośród członków rady nadzorczej.
Do obowiązków prezesa rady nadzorczej należy:
- organizowanie i koordynowanie prac rady nadzorczej,
- zwoływanie posiedzeń rady nadzorczej i przewodniczenie jej obradom,
- nadzór nad przygotowaniem dokumentów będących przedmiotem posiedzeń rady nadzorczej,
- reprezentowanie rady nadzorczej wobec Ministra Przemysłu oraz innych organów.

## Dyrektor generalny Wspólnoty
Dyrektora generalnego Wspólnoty powoływał i odwoływał Minister Przemysłu po zasięgnięciu opinii rady nadzorczej.
Do zadań dyrektora generalnego należało w szczególności:
- opracowywanie projektów planów,
- uzgadnianie z uczestnikami Wspólnoty ich planów oraz ustalanie wieloletnich i rocznych zadań w zakresie produkcji węgla dla każdego przedsiębiorstwa w celu zapewnienia realizacji planu Wspólnoty,
- opracowywanie projektów bilansu węgla,
- ustalanie cen wewnętrznych węgla,
- prowadzenie rozliczeń z budżetem państwa z tytułu dotacji budżetowych i podatku dochodowego,
- gospodarowanie funduszami Wspólnoty,
- podejmowanie, w ramach środków będących w dyspozycji Wspólnoty, decyzji o inwestycjach,
- sporządzanie zbiorczego bilansu finansowego Wspólnoty,
- podejmowanie działań w celu zapewnienia rozwoju i efektywnego wykorzystywania zdolności produkcyjnych uczestników Wspólnoty,
- organizowanie i nadzór nad działalnością ratownictwa górniczego wraz z możliwością dysponowania niezbędnym sprzętem i urządzeniami uczestników Wspólnoty w przypadku awarii górniczych,
- programowanie i organizowanie prac badawczo-rozwojowych służących realizacji zadań Wspólnoty, zwłaszcza w dziedzinie produkcji węgla i poprawy jego jakości oraz bezpieczeństwa i higieny pracy,
- organizowanie prowadzenia prac geologicznych oraz innych działań mających na celu rozpoznanie warunków i możliwości inwestycyjnych, zwłaszcza prawidłowego zagospodarowania złóż węgla,
- organizowanie niezbędnych działań do minimalizowania i usuwania szkód górniczych powstających w wyniku eksploatacji złóż oraz eliminowania ujemnego wpływu działalności górniczej na środowisko naturalne, zwłaszcza przez właściwą naprawę szkód górniczych i rekultywację terenów poeksploatacyjnych,
- wykonywanie zadań w zakresie obronności i bezpieczeństwa państwa oraz innych zadań określonych w odrębnych przepisach.

## Dochody Wspólnoty
Dochodami Wspólnoty były:
- część wpłat uczestników Wspólnoty na Centralny Fundusz Rozwoju Nauki i Techniki,
- wpłaty uczestników Wspólnoty z ich funduszu postępu techniczno-ekonomicznego, na zasadach określonych przez radę nadzorczą.

Minister – Kierownik Urzędu Postępu Naukowo-Technicznego i Wdrożeń określał, jaki procent należnych wpłat uczestników Wspólnoty na Centralny Fundusz Rozwoju Nauki i Techniki podlega przekazaniu na fundusz postępu techniczno-ekonomicznego Wspólnoty.
Wspólnota mogła tworzyć inne fundusze określane przez radę nadzorczą za zgodą Ministra Finansów.

## Zniesienie Wspólnoty
Na podstawie ustawy z 1990 r. o likwidacji Wspólnoty Węgla Kamiennego i Wspólnoty Energetyki i Węgla Brunatnego oraz o zmianie niektórych ustaw zniesiono Wspólnotę.